# 10184 Galvani
10184 Galvani este un asteroid din centura principală, descoperit pe 18 aprilie 1996, de Eric Elst.